# 莫斯萊勞
莫斯萊勞是瑞士的城鎮，位於該國北部，由阿爾高州負責管轄，面積3.81平方公里，海拔高度509米，2012年人口884，六成人口信奉基督教，人口密度每平方公里232人。
47°16′09″N 8°03′55″E / 47.2692°N 8.0653°E